# Un drôle de locataire
Pour plus de détails, voir Fiche technique et Distribution.
Un drôle de locataire est un film français de moyen métrage réalisé par René Pujol en 1934 et sorti en 1935.

## Fiche technique
- Titre : Un drôle de locataire
- Titres altenatifs : La dame du dessus, La p'tite femme du dessus
- Réalisation, scénario et dialogues : René Pujol
- Production : Juan Berrone
- Société de production : Lux Films
- Pays : France
- Format : Noir et blanc - 35 mm - son mono - 1,37: 1
- Genre : Comédie
- Durée : 40 minutes (longueur : 1150 m)
- Date de sortie :
  - Paris : 11 janvier 1935
  - Nice : 10 mai 1935

## Distribution
- Marcel Lévesque
- Robert Arnoux
- Germaine Roger
- Gabrielle Fontan